# Imperial National Wildlife Refuge
L'Imperial National Wildlife Refuge est une aire protégée américaine située dans les comtés de La Paz et Yuma, en Arizona, ainsi que le comté d'Imperial, en Californie. Ce National Wildlife Refuge fondé en 1941 couvre 104 km2. 

## Description
Cette section du fleuve Colorado est populaire pour la navigation de plaisance, la randonnée, la pêche, le camping, l’exploration d’anciens camps miniers et l’observation de la faune.
Même s’il est situé dans le désert de Sonora, l’Imperial National Wildlife Refuge abrite un environnement principalement humide. La rivière et ses lacs et zones humides associés sont une oasis de verdure, contrastant avec les montagnes désertiques environnantes. C’est un refuge et une zone de reproduction pour les oiseaux migrateurs et la faune locale du désert. 
Les oiseaux comprennent notamment le pélican blanc et le pélican brun, le grand héron bleu, la grande aigrette, le tantale d'Amérique, le balbuzard pêcheur, le pygargue à tête blanche, le faucon pèlerin, la grue du Canada, le grand géocoucou, la chouette effraie et le martin pêcheur d'Amérique. 
Les principaux mammifères sont les mouflons du désert et les cerfs mulets. 
Au sein du refuge se trouve le Painted Desert Trail, un sentier de randonnée classé National Recreation Trail depuis 2005.